# Ctenomys flamarioni
Ctenomys flamarioni е вид бозайник от семейство тукотукови (Ctenomyidae). Видът е застрашен от изчезване.

## Разпространение
Разпространен е в Бразилия.